# Kosice Open 2008
Il Kosice Open 2008 è stato un torneo di tennis facente parte della categoria ATP Challenger Series nell'ambito dell'ATP Challenger Series 2008. Il torneo si è giocato a Košice in Slovacchia dal 9 al 15 giugno 2008 su campi in terra rossa e aveva un montepremi di €30 000+H.

## Vincitori

### Singolare
Lukáš Rosol ha battuto in finale  Miguel Ángel López Jaén con il punteggio di 7–5 6–1

### Doppio
Tomasz Bednarek /  Igor Zelenay hanno battuto in finale  Miguel Ángel López Jaén /  Carles Poch con il punteggio di 6–1 4–6 [13-11]